# Škocjan, Grosuplje
Škocjan (tudi Škocjan pri Turjaku) je naselje v Občini Grosuplje. Decembra leta 1991 je bilo ime naselja preimenovano, predhodno ime Staro Apno.